# Carmenta chrysomelaena
Carmenta chrysomelaena is een vlinder uit de familie wespvlinders (Sesiidae), onderfamilie Sesiinae.
Carmenta chrysomelaena is voor het eerst wetenschappelijk beschreven door Le Cerf in 1916. De soort komt voor in het Neotropisch gebied.